# Scăești (gmina)
Scăești – gmina w Rumunii, w okręgu Dolj. Obejmuje miejscowości Scăești i Valea lui Pătru. W 2011 roku liczyła 2139 mieszkańców.